# 小行星1072
小行星1072（1072 Malva）是一颗围绕太阳公转的小行星。1926年10月4日，卡爾·威廉·萊茵姆特在海德堡发现了此天体。
該小行星以錦葵命名。
这颗小行星的绝对星等为10.79等。